# Sciurus niger
Lo scoiattolo volpe (Sciurus niger, Linnaeus 1758) appartiene alla famiglia degli Sciuridae, dell'ordine dei roditori, della classe dei mammiferi.